# Elezioni comunali in Liguria del 1995
Le elezioni comunali in Liguria del 1995 si tennero il 23 aprile (con ballottaggio il 7 maggio) e il 19 novembre (con ballottaggio il 3 dicembre).

## Elezioni dell'aprile 1995

### Provincia di Genova

#### Rapallo
| Candidati                     | Candidati                   | II turno             | II turno             | I turno | I turno | Liste                                | Voti   | %     | Seggi |
| Candidati                     | Candidati                   | Voti                 | %                    | Voti    | %       | Liste                                | Voti   | %     | Seggi |
| ----------------------------- | --------------------------- | -------------------- | -------------------- | ------- | ------- | ------------------------------------ | ------ | ----- | ----- |
|                               | Roberto Bagnasco ✔️ Sindaco | 9 848                | 63,07                | 8 118   | 41,37   | Per Rapallo                          | 3 552  | 19,88 | 7     |
| Popolari                      | Roberto Bagnasco ✔️ Sindaco | 9 848                | 63,07                | 8 118   | 41,37   | 1 919                                | 10,74  | 3     |       |
| Centro Cristiano Democratico  | Roberto Bagnasco ✔️ Sindaco | 9 848                | 63,07                | 8 118   | 41,37   | 1 408                                | 7,88   | 2     |       |
|                               | Aldo Piccardo               | 5 766                | 36,93                | 5 143   | 26,21   | Rapallo Insieme                      | 4 919  | 27,53 | 4     |
| Seggio di coalizione          | Seggio di coalizione        | Seggio di coalizione | 36,93                | 5 143   | 26,21   | 1                                    |        |       |       |
|                               | Riccardo Cecconi            | Riccardo Cecconi     | Riccardo Cecconi     | 2 603   | 13,26   | Partito della Rifondazione Comunista | 2 449  | 13,71 | 1     |
| Seggio di coalizione          | Seggio di coalizione        | Seggio di coalizione | Riccardo Cecconi     | 2 603   | 13,26   | 1                                    |        |       |       |
|                               | Luciana Sudano              | Luciana Sudano       | Luciana Sudano       | 1 674   | 8,53    | Rapallo Cambia                       | 1 628  | 9,11  | –     |
| Seggio di coalizione          | Seggio di coalizione        | Seggio di coalizione | Luciana Sudano       | 1 674   | 8,53    | 1                                    |        |       |       |
|                               | Vincenzo Gubitosi           | Vincenzo Gubitosi    | Vincenzo Gubitosi    | 964     | 4,91    | Alleanza per Rapallo                 | 908    | 5,08  | –     |
|                               | Enrico Castagnone           | Enrico Castagnone    | Enrico Castagnone    | 959     | 4,89    | Lega Nord                            | 937    | 5,24  | –     |
|                               | Agostino De Vincenzi        | Agostino De Vincenzi | Agostino De Vincenzi | 164     | 0,84    | Liguria Autonoma                     | 149    | 0,83  | –     |
| Totale                        | Totale                      | 15 614               | 100                  | 19 625  | 100     |                                      | 17 869 | 100   | 20    |
|                               |                             |                      |                      |         |         |                                      |        |       |       |
| Fonte: Ministero dell'interno |                             |                      |                      |         |         |                                      |        |       |       |

### Provincia di Imperia

#### Imperia
| Candidati                            | Candidati               | II turno             | II turno           | I turno | I turno | Liste                                   | Voti   | %     | Seggi |
| Candidati                            | Candidati               | Voti                 | %                  | Voti    | %       | Liste                                   | Voti   | %     | Seggi |
| ------------------------------------ | ----------------------- | -------------------- | ------------------ | ------- | ------- | --------------------------------------- | ------ | ----- | ----- |
|                                      | Davide Berio ✔️ Sindaco | 14 879               | 55,63              | 9 520   | 33,62   | Partito Democratico della Sinistra - FL | 4 678  | 17,81 | 14    |
| Partito della Rifondazione Comunista | Davide Berio ✔️ Sindaco | 14 879               | 55,63              | 9 520   | 33,62   | 1 894                                   | 7,21   | 6     |       |
| Progetto Città                       | Davide Berio ✔️ Sindaco | 14 879               | 55,63              | 9 520   | 33,62   | 1 475                                   | 5,62   | 4     |       |
|                                      | Claudio Scajola         | 11 869               | 44,37              | 7 854   | 27,74   | Amministrare Imperia                    | 7 736  | 29,46 | 6     |
| Seggio di coalizione                 | Seggio di coalizione    | Seggio di coalizione | 44,37              | 7 854   | 27,74   | 1                                       |        |       |       |
|                                      | Paola Muratorio         | Paola Muratorio      | Paola Muratorio    | 7 531   | 26,60   | Forza Italia                            | 4 078  | 15,53 | 4     |
| Alleanza Nazionale                   | Paola Muratorio         | Paola Muratorio      | Paola Muratorio    | 7 531   | 26,60   | 1 547                                   | 5,89   | 1     |       |
| Centro Cristiano Democratico         | Paola Muratorio         | Paola Muratorio      | Paola Muratorio    | 7 531   | 26,60   | 1 516                                   | 5,77   | 1     |       |
| Seggio di coalizione                 | Seggio di coalizione    | Seggio di coalizione | Paola Muratorio    | 7 531   | 26,60   | 1                                       |        |       |       |
|                                      | Gianmarco Dulbecco      | Gianmarco Dulbecco   | Gianmarco Dulbecco | 1 520   | 5,37    | Centro                                  | 1 471  | 5,60  | –     |
| Seggio di coalizione                 | Seggio di coalizione    | Seggio di coalizione | Gianmarco Dulbecco | 1 520   | 5,37    | 1                                       |        |       |       |
|                                      | Maurizio Temesio        | Maurizio Temesio     | Maurizio Temesio   | 1 114   | 3,93    | Lega Nord                               | 1 108  | 4,22  | –     |
| Seggio di coalizione                 | Seggio di coalizione    | Seggio di coalizione | Maurizio Temesio   | 1 114   | 3,93    | 1                                       |        |       |       |
|                                      | Emilio Broccoletti      | Emilio Broccoletti   | Emilio Broccoletti | 777     | 2,74    | Uniti per Imperia                       | 760    | 2,89  | –     |
| Totale                               | Totale                  | 26 748               | 100                | 28 316  | 100     |                                         | 26 263 | 100   | 40    |
|                                      |                         |                      |                    |         |         |                                         |        |       |       |
| Fonte: Ministero dell'interno        |                         |                      |                    |         |         |                                         |        |       |       |

### Provincia della Spezia

#### Sarzana
|                               | Renzo Guccinelli ✔️ Sindaco | 8 420                | 61,21 | Partito Democratico della Sinistra   | 5 688  | 43,17 | 10 |  |  |
| Popolari                      | Renzo Guccinelli ✔️ Sindaco | 8 420                | 61,21 | 1 134                                | 8,61   | 2     |    |  |  |
| Patto dei Democratici         | Renzo Guccinelli ✔️ Sindaco | 8 420                | 61,21 | 652                                  | 4,95   | 1     |    |  |  |
| Federazione dei Verdi         | Renzo Guccinelli ✔️ Sindaco | 8 420                | 61,21 | 436                                  | 3,31   | –     |    |  |  |
|                               | Roberto Dall'Aste           | 3 031                | 22,03 | Lista di Centrodestra                | 2 978  | 22,60 | 4  |  |  |
| Seggio di coalizione          | Seggio di coalizione        | Seggio di coalizione | 22,03 | 1                                    |        |       |    |  |  |
|                               | Antonella Guastini          | 1 339                | 9,73  | Partito della Rifondazione Comunista | 1 353  | 10,27 | 1  |  |  |
| Seggio di coalizione          | Seggio di coalizione        | Seggio di coalizione | 9,73  | 1                                    |        |       |    |  |  |
|                               | Filippo Repiccioli          | 540                  | 3,93  | Centro                               | 517    | 3,92  | –  |  |  |
|                               | Gianna Borrini              | 427                  | 3,10  | Lega Nord                            | 418    | 3,17  | –  |  |  |
| Totale                        | Totale                      | 13 757               | 100   |                                      | 13 176 | 100   | 20 |  |  |
|                               |                             |                      |       |                                      |        |       |    |  |  |
| Fonte: Ministero dell'interno |                             |                      |       |                                      |        |       |    |  |  |

## Elezioni del novembre 1995

### Provincia di Imperia

#### Sanremo
| Candidati                     | Candidati                    | II turno             | II turno         | I turno | I turno | Liste                                    | Voti   | %     | Seggi |
| Candidati                     | Candidati                    | Voti                 | %                | Voti    | %       | Liste                                    | Voti   | %     | Seggi |
| ----------------------------- | ---------------------------- | -------------------- | ---------------- | ------- | ------- | ---------------------------------------- | ------ | ----- | ----- |
|                               | Giovenale Bottini ✔️ Sindaco | 15 732               | 57,01            | 12 069  | 34,84   | Forza Italia                             | 4 739  | 15,44 | 9     |
| Alleanza Nazionale            | Giovenale Bottini ✔️ Sindaco | 15 732               | 57,01            | 12 069  | 34,84   | 3 504                                    | 11,42  | 6     |       |
| Cristiani Democratici Uniti   | Giovenale Bottini ✔️ Sindaco | 15 732               | 57,01            | 12 069  | 34,84   | 1 538                                    | 5,01   | 2     |       |
| Centro Cristiano Democratico  | Giovenale Bottini ✔️ Sindaco | 15 732               | 57,01            | 12 069  | 34,84   | 965                                      | 3,14   | 1     |       |
|                               | Andrea Gorlero               | 11 863               | 42,99            | 5 267   | 15,20   | Partito Democratico della Sinistra - FdV | 2 731  | 8,90  | 2     |
| Partito Popolare Italiano     | Andrea Gorlero               | 11 863               | 42,99            | 5 267   | 15,20   | 1 447                                    | 4,72   | 1     |       |
| Patto dei Democratici         | Andrea Gorlero               | 11 863               | 42,99            | 5 267   | 15,20   | 706                                      | 2,30   | –     |       |
| Seggio di coalizione          | Seggio di coalizione         | Seggio di coalizione | 42,99            | 5 267   | 15,20   | 1                                        |        |       |       |
|                               | Onorato Lanza                | Onorato Lanza        | Onorato Lanza    | 5 099   | 14,72   | La Primavera                             | 4 717  | 15,37 | 2     |
| Seggio di coalizione          | Seggio di coalizione         | Seggio di coalizione | Onorato Lanza    | 5 099   | 14,72   | 1                                        |        |       |       |
|                               | Silvio Maiga                 | Silvio Maiga         | Silvio Maiga     | 3 548   | 10,24   | Sanremo Insieme                          | 3 053  | 9,95  | 1     |
| Seggio di coalizione          | Seggio di coalizione         | Seggio di coalizione | Silvio Maiga     | 3 548   | 10,24   | 1                                        |        |       |       |
|                               | Davide Oddo                  | Davide Oddo          | Davide Oddo      | 2 646   | 7,64    | Centro Federalista                       | 2 015  | 6,57  | –     |
| Seggio di coalizione          | Seggio di coalizione         | Seggio di coalizione | Davide Oddo      | 2 646   | 7,64    | 1                                        |        |       |       |
|                               | Valeria Faraldi              | Valeria Faraldi      | Valeria Faraldi  | 2 023   | 5,84    | Partito della Rifondazione Comunista     | 1 824  | 5,94  | –     |
| Seggio di coalizione          | Seggio di coalizione         | Seggio di coalizione | Valeria Faraldi  | 2 023   | 5,84    | 1                                        |        |       |       |
|                               | Marco Lupi                   | Marco Lupi           | Marco Lupi       | 1 716   | 4,95    | Lega Nord                                | 1 461  | 4,76  | –     |
| Seggio di coalizione          | Seggio di coalizione         | Seggio di coalizione | Marco Lupi       | 1 716   | 4,95    | 1                                        |        |       |       |
|                               | Carlo Barillà                | Carlo Barillà        | Carlo Barillà    | 797     | 2,30    | Insieme per Sanremo                      | 668    | 2,18  | –     |
|                               | Alberto Guasco               | Alberto Guasco       | Alberto Guasco   | 797     | 2,30    | Sanremezzi                               | 668    | 2,18  | –     |
|                               | Giuseppe Persico             | Giuseppe Persico     | Giuseppe Persico | 694     | 2,00    | Lista Civica                             | 565    | 1,84  | –     |
|                               | Franco Tornatore             | Franco Tornatore     | Franco Tornatore | 243     | 0,70    | Lista Civica                             | 245    | 0,80  | –     |
| Totale                        | Totale                       | 27 595               | 100              | 34 646  | 100     |                                          | 30 685 | 100   | 30    |
|                               |                              |                      |                  |         |         |                                          |        |       |       |
| Fonte: Ministero dell'interno |                              |                      |                  |         |         |                                          |        |       |       |